# Uropoda celsocyclosa
Uropoda celsocyclosa es una especie de arácnido del orden Mesostigmata de la familia Uropodidae.

## Distribución geográfica
Se encuentra en Java (Indonesia).